# 奧爾洛韋 (梅利托波爾區)
47°4′15″N 35°35′38″E / 47.07083°N 35.59389°E
奧爾洛韋（烏克蘭語：Орлове）是位於烏克蘭東南部的村莊，由扎波羅熱州梅利托波爾區的泰爾平尼亞市鎮負責管轄。該村處於庫魯尚河畔，始建於1805年，面積3.24平方公里，海拔高度27米，2001年人口1,105。